# Highland Lake (Nova Jérsei)
Highland Lake é uma Região censo-designada localizada no estado americano de Nova Jérsei, no Condado de Sussex.

## Demografia
Segundo o censo americano de 2000, a sua população era de 5051 habitantes.

## Geografia
De acordo com o United States Census Bureau tem uma área de
15,8 km², dos quais 13,1 km² cobertos por terra e 2,7 km² cobertos por água.

## Localidades na vizinhança
O diagrama seguinte representa as localidades num raio de 12 km ao redor de Highland Lake.